# Euclid (telescopio spaziale)
Euclid è un telescopio spaziale dell'Agenzia Spaziale Europea progettato per studiare l'espansione dell'universo, la materia oscura e l'energia oscura. È dotato di un telescopio Korsch (anastigmatico a tre specchi) nel visibile e infrarosso con uno specchio del diametro di 1,2 metri ed è stato posto in orbita halo nel punto lagrangiano L2 del sistema Sole-Terra. Euclid è stata selezionata nel 2011 come missione di "classe media" nell'ambito del programma Cosmic Vision dell'ESA e, insieme a Herschel e Planck Surveyor, è una delle fondamenta delle osservazioni dallo spazio europee.
A ottobre 2019 sono stati ultimati dei test sul satellite nelle condizioni dello spazio e nel 2021 sono stati integrati il telescopio e il modulo di servizio. Prima dell'invasione russa dell'Ucraina del 2022 era previsto che il lancio sarebbe stato effettuato tramite una Soyuz ST-B, tuttavia a seguito dell'invasione l'ESA ha interrotto ogni collaborazione con l'agenzia spaziale russa e in attesa dello sviluppo dell'Ariane 6 ha deciso di lanciare il telescopio tramite un Falcon 9 Block 5 di SpaceX. Il lancio è avvenuto con successo il 1º luglio 2023 alle 15:12 UTC (17:12 CEST), da Cape Canaveral e il telescopio è entrato in orbita attorno al Punto L2 del sistema Sole-Terra il 30 luglio 2023.
Il 7 novembre 2023 l'ESA ha rivelato le prime immagini a colori del cosmo di Euclid. Il telescopio ha scattato immagini astronomiche di vaste porzioni di cielo con una nitidezza mai vista e che illustrano il pieno potenziale di Euclid nel creare la più estesa mappa 3D dell'universo mai realizzata.

## Storia
Euclid è il risultato di due concetti di missione proposti nel 2007 per il programma decennale di Cosmic Vision 2015-2025: DUNE, il cui obiettivo era l'esplorazione dell'universo oscuro, e SPACE, un esploratore cosmico spettroscopico di tutto il cielo. Entrambe le missioni proponevano tecniche complementari per misurare la geometria dell'Universo e, dopo una fase di studio, ne scaturì una missione combinata. Il nuovo concetto di missione fu chiamato Euclide, in onore del matematico greco Euclide (~300 aC), considerato il padre della geometria. Nell'ottobre 2011, Euclid venne selezionato dal comitato del programma scientifico dell'ESA, assieme a Solar Orbiter.
Nel giugno 2012 l'Agenzia Spaziale Europea ha affidato al Consorzio Euclid la responsabilità della missione, la restituzione dei dati prodotti e lo sviluppo dei due strumenti scientifici. Il consorzio riunisce quasi 1.000 scienziati e un centinaio di laboratori di ricerca. A metà 2013 l'ESA ha selezionato lo stabilimento italiano di Torino di Thales Alenia Space per la costruzione del satellite, mentre la fabbricazione del modulo in cui è integrato il payload di Euclid (telescopio e strumenti) è stata affidata allo stabilimento di Tolosa di Airbus Defence and Space. Anche la NASA contribuisce al progetto, fornendo i 20 rivelatori del fotometro nel vicino infrarosso NISP.

## Obiettivi della missione
L'obiettivo principale di Euclid è indagare l'espansione dell'universo negli ultimi 10 miliardi di anni, studiandone l'evoluzione come mai fatto in precedenza. Al fin di ciò esaminerà le galassie a diverse distanze dalla Terra, coprendo un'area pari ad un terzo del cielo. Tramite i fenomeni delle lenti gravitazionali e delle oscillazioni acustiche barioniche, ottenuti dalle misurazioni delle galassie, Euclid potrà creare un'immagine 3D della distribuzione di materia ordinaria e oscura in una buona parte dell'universo. Dallo studio della storia dell'espansione si riuscirà a stimarne con un'accuratezza del 10% l'accelerazione causata da energia oscura ed eventuali variazioni.
Euclid si occuperà anche di produrre un'enorme quantità di immagini profonde e di spettri, dato il suo telescopio da 1,2 m con una risoluzione di 0,2 secondi d'arco, paragonabile al telescopio spaziale Hubble, fornendo nuove indagini ad altri telescopi sulla Terra e nello spazio. Ad ogni osservazione sarà associato uno studio dello spostamento verso il rosso, permettendo di risparmiare lunghi intervalli di monitoraggio.
Il telescopio compirà ricerche in due porzioni di cielo:
- Euclid Wide Survey, una porzione ampia 15.000 gradi quadrati ed esterna all'area di inquinamento luminoso del sistema solare e della Via Lattea;
- Euclid Deep Fields, di ampiezza ridotta a 40 gradi quadrati e con magnitudine di 2 gradi maggiore della Wide Survey.

## Caratteristiche

### Modulo di servizio
Il modulo di servizio (SVM, dall'inglese Satellite and Service Module) comprende sensori, giroscopi, propulsori, sistemi di controllo, serbatoi di idrazina e gas, sistema di comunicazione, sistema di regolazione termica e il pannello solare. Questo modulo fornisce comunicazioni in banda X e K, con una velocità in banda K di circa 75 Mbit/s durante le comunicazioni giornaliere di 4 ore con la stazione di terra di Cebreros e disporrà di una memoria di almeno 2,6 Tbit. Per soddisfare le attività di osservazione ad alta precisione dispone di un sistema di puntamento altamente stabile, con dispersione inferiore a 75 mas per esposizione, con un'alta stabilità termica. È stato realizzato a Torino dalla Thales Alenia Space.
Il modulo di Servizio (SVM) garantisce le funzioni termiche e strutturali, alloggia gli equipaggiamenti che forniscono le funzioni:
- Telecomunicazioni (TT&C - Telemetry and Telecommand)
- Controllo di Assetto (AOCS - Attitude Orbit Control System)
- Gestione Dati (CDMS - Central Data Management System)
- Gestione Potenza (EPS . Electrical Power System)
- Propulsione (RCS - Reaction Control System, MPS - Micro-Propulsion System)

All'interno del modulo di servizio sono alloggiate anche l'elettronica del sensore di navigazione fine (FGS - Fine Guidance Sensor) e degli strumenti scientifici del carico utile.
Collegato al modulo di servizio vi è Sun Shield (SSH), dove è installato il grande pannello Solare che fornisce energia al satellite e che, allo stesso tempo, protegge il telescopio dalla luce solare.

### Carico utile
Il carico utile (PLM, dall'inglese Payload Module) è stato realizzato a Tolosa dalla Airbus Defence and Space e comprende il telescopio, il sistema di controllo termico, gli strumenti e i rivelatori. Il telescopio è in configurazione Korsch con 3 specchi, di cui quello primario del diametro di 1,2 m, e dispone di una lunghezza focale di 24,5 m e campo visivo di 1,25×0,73 gradi quadrati. Il telescopio è raffreddato passivamente e il suo specchio primario andrà mantenuto a temperature inferiori a 130 K (−143 °C), con stabilità termica di circa 50 mK. Gli specchi e le strutture saranno realizzati completamente in carburo di silicio, un materiale con termoelasticità e rigidità eccellenti e immune alle radiazioni.

### Strumentazione scientifica
Il telescopio dispone di due strumenti scientifici forniti dall'Euclid Consortium.
- Il Near Infrared Spectrometer and Photometer (NISP) è atto a fornire fotometria nel vicino infrarosso (da 900 a 2000 nm delle galassie e a determinare lo spostamento verso il rosso in combinazione con i dati dell'altro strumento (VIS). Gli spettri nel vicino infrarosso serviranno a misurare accuratamente distanze, distribuzione e spostamenti delle galassie, permettendo di descriverne la storia negli ultimi 10 miliardi di anni. Il piano focale di NISP è composto da una matrice di 4×4 sensori a infrarosso da 2040×2040 pixel, con un campo visivo di 0,53 gradi quadrati ed una risoluzione di 0,3 secondi d'arco per pixel.[18]
- Il Visible instrument (VIS) si occuperà di osservare con altissima qualità le galassie oggetto della ricerca del telescopio. Misurerà le forme delle galassie, gli effetti della lente gravitazionale su oggetti molto lontani e la distribuzione della materia oscura negli ultimi 10 miliardi di anni. Il piano focale di VIS è composto da una matrice di 6×6 DAC da 4096×4132 pixel per un totale di circa 600 Mpixels. Il campo visivo si estende per 0,57 gradi quadrati (quasi il triplo della Luna piena e 180 volte il campo del telescopio spaziale Hubble), con una risoluzione di 0,1 secondi d'arco per pixel, mentre la gamma di lunghezze d'onda va da 550 nm a 900 nm.[19]

## Panoramica della missione
Euclid è stato lanciato il 1 luglio 2023 da Cape Canaveral, a bordo di un Falcon 9. La navicella è stata posta su una traiettoria verso il punto lagrangiano L2 situato a 1,5 milioni di chilometri dalla Terra. Durante il viaggio il telescopio si raffredda gradualmente e due settimane dopo il decollo dalla Florida raggiunge la temperatura operativa. Euclid raggiunge la sua destinazione due settimane dopo, circa un mese dopo il lancio. Il telescopio percorre un'orbita halo di grande ampiezza (circa un milione di chilometri) attorno al punto di Lagrange L2 del sistema Sole-Terra. Arrivato a destinazione nei due mesi successivi verrà verificato il funzionamento degli strumenti e dei vari sottosistemi. Tre mesi dopo il lancio il telescopio spaziale inizia la sua missione scientifica.
Durante la sua missione, che dovrebbe durare almeno sei anni, Euclid osserverà circa un terzo della volta celeste, e circa 10 miliardi di fonti astronomiche. Per più di un miliardo di esse, la deformazione gravitazionale sarà misurata con una precisione 50 volte migliore di quella che è possibile ottenere con i telescopi terrestri. Euclid dovrebbe determinare lo spostamento verso il rosso di 50 milioni di oggetti e aiuterà a comprendere meglio il ruolo della materia e dell'energia oscura e come questa abbia plasmato l'universo nel corso del tempo, dal Big Bang a oggi.
La fase di messa a punto del telescopio si è interrotta ad agosto 2023 per un problema al sensore di guida fine che talvolta non riconosceva le stelle guida per il corretto puntamento del telescopio. A ottobre dello stesso anno l'ESA ha annunciato di aver risolto il problema con un aggiornamento del software e che è stata riavviata la fase di verifica e calibratura degli strumenti, che, salvo altri imprevisti, dovrebbe terminare a fine novembre.
Il 7 novembre 2023 l'ESA ha pubblicato le prime immagini a colori di Euclid ad altissima definizione, mostrando tutto il potenziale del telescopio nello scrutare l'universo lontano. In particolare Euclid ha ripreso l'ammasso di Perseo con un dettaglio tale da mostrare in un'unica immagine migliaia di galassie dell'ammasso distante 240 milioni di anni luce, e di altre molto più lontane, diverse ancora sconosciute.